# Dwayne McDuffie
Dwayne Glenn McDuffie (Detroit, 20 de fevereiro de 1962 - 21 de fevereiro de 2011) foi um escritor de histórias em quadrinhos norte-americano, também conhecido por trabalhar em séries televisivas animadas como Static Shock, Liga da Justiça (juntamente a sua sequência Liga da Justiça Sem Limites) e Ben 10: Força Alienígena (e também a sequência Ben 10: Supremacia Alienígena). McDuffie foi o co-fundador e pioneiro na Milestone Media, subdivisão da DC Comics que produzia histórias em quadrinhos para minorias étnicas nos EUA.

## Biografia

### Infância
Dwayne Mcduffie nasceu e cresceu em Detroit, filho de Edna McDuffie Gardner. Estudou na The Roeper School e se formou com bacharelado em Inglês na Universidade de Michigan, com mestrado em física. Mudou-se para Nova Iorque para prestar assistência em um filme escolar da Tisch School of Arts da Universidade de Nova Iorque. Equanto McDuffie trabalhava como editor na revista de negócios Investment Dealers' Digest, um amigo lhe conseguiu uma entrevista para ser editor assistente na Marvel Comics.

### Marvel e Milestone
Ascendendo ao corpo administrativo da Marvel Comics como editor sendo assistente de Bob Budiansky em projetos especiais, McDuffie colaborou no desenvolvimento do primeiro trading card de super-herói da companhia. Também escreveu para a Marvel, tendo como maior trabalho a minissérie Damage Control.
Após se tornar editor da Marvel, McDuffie criou uma paródia chamada Teenage Negro Ninja Thrashers em resposta  à Marvel sobre o tratamento a seus personagens negros. Como freelancer em 1990, ele escreveu para vários títulos da Marvel, DC Comics e Archie Comics. Além disso, escreveu Monster in My Pocket para Sid Jacobson, editor da Harvey Comics, que McDuffie cita em seu website como tendo o ensinado tudo o que sabia. No início de 1991, McDuffie se divorciou de sua primeira esposa, Patricia D. Younger, em Seminole County.
No início da década de 1990, desejando expressar a sensibilidade multicultural que procurava em HQs, McDuffie e três colaboradores fundaram a Milestone Media, que foi descrita em 2000 como "a empresa de HQs mais bem sucedida voltada para minorias étnicas" pelo The Plain Dealer. McDuffie expressou:
Se você cria um personagem negro, feminino ou asiático, ele não é apenas este personagem. Ele representa aquela raça ou aquele sexo, e ele pode não ser interessante porque tudo o que faz tem que representar um conjunto de pessoas. Você sabe, Superman não representa todas as pessoas brancas nem Lex Luthor. Nós sabemos que tínhamos de criar uma equipe de personagens contendo cada grupo étnico, o que significa que não podemos criar somente uma HQ. Precisamos criar uma série de HQs e temos que presenciar a visão do mundo cuja extensão vem ao que tínhamos visto antes.
Milestone, cujos personagens incluem os afro-americanos Static, Icon e Hardware; o asiático Xombi, e o grupo multi-étnico Blood Syndicate, que inclui negros, asiáticos, homens e mulheres, estreou seus títulos em 1993 por meio de um acordo de distribuição com a DC Comics. Como editor-chefe, McDuffie criou e co-criou vários personagens, inclusive Static.

### Televisão e videogames
Após a Milestone cessar a publicação de novas HQs, Static ganhou sua versão animada para a televisão em Static Shock. McDuffie foi contratado como roteirista e editor da série, em 11 episódios.
Seus outros trabalhos na TV como escritor incluem Jovens Titãs e O que há de novo, Scooby-Doo?.
McDuffie foi contratado como roteirista da série animada Liga da Justiça e foi promovido como editor e produtor da sequência Liga da Justiça Sem Limites. Durante o percurso da série, McDuffie roteirizou, produziu ou editou 69 dos 91 episódios.
McDuffie foi escalado para ajudar na edição de história da popular série Ben 10 e na sua sequência Ben 10: Força Alienígena, continuando a história do herói em sua adolescência. Durante a série, McDuffie escreveu os episódios 1-3, 14, 25-28, 45 e 46 e esteve editando ou produzindo todos os 46 episódios. Também produziu e editou a segunda sequência: Ben 10: Ultimate Alien, que se iniciou em 23 de abril de 2010. Escreveu os episódios 1, 10, 11, 16, 30 e 39.
McDuffie escreveu um número considerável de filmes animados de personagens da DC Comics. Seu último trabalho foi desenvolver uma adaptação para DVD de All-Star Superman, que foi lançado um dia após sua morte.

### Retorno aos quadrinhos
Após o sucesso de Liga da Justiça e Liga da Justiça Sem Limites, Dwayne voltou a escrever histórias em quadrinhos. Escreveu a minissérie da Marvel Beyond!.
Em 2007, escreveu várias histórias do Nuclear da DC Comics, de janeiro até seu cancelamento. Mais tarde, ele escreveu Quarteto Fantástico #542-553 (dezembro de 2006 a março de 2008). Também escreveu Justice League of America vol. 2 #13-34 (novembro de 2007 a agosto de 2009).
Casou-se com a roteirista de HQs Charlotte Fullerton em 2009.
McDuffie escreveu Milestone Forever da DC Comics, que conta as aventuras finais dos personagens da Milestone após o evento que uniu o Universo DC e o Universo Milestone.

### Morte
Em 21 de fevereiro de 2011, um dia após seu aniversário de 49 anos, McDuffie morreu no Providence Saint Joseph Medical Center em Burbank, Califórnia com complicações de uma cirurgia no coração. Foi sepultado por sua mãe e sua esposa. Para homenagear o principal roteirista de Ben 10: Ultimate Alien, uma homenagem a ele aparece no final de Ben 10: Galactic Racing ("In loving memory of Dwayne McDuffie 1962-2011") e no último episódio de Ben 10: Ultimate Alien. Também foi colocado no final do filme Liga da Justiça: a Legião do Mal e em Ultimate Spider-man, episódio 18: Damage (no fim do episodio aparece 'In Memory of Dwayne McDuffie').

## Prêmios e honrarias
- Em 1996, McDuffie ganhou o Golden Apple Award por "uso da arte popular para promoção e avanço humanitário e dignidade".

- Em 2003, McDuffie e Alan Burnett foram condecorados com o Humanitas Prize em animação infantil pelo episódio "Jimmi" de Super Choque, sobre violência armada.

- Em 2003 e 2004, McDuffie e os outros roteiristas de Super Choque foram indicados a um Emmy.

- Em 2005, McDuffie foi indicado a um prêmio por melhor animação pela Writers Guild of America, com Rich Fogel e John Ridley pelo episódio "Starcrossed" (Escrito nas Estrelas) de Liga da Justiça.

- Em 2008, foi indicado "Talento Revelação Favorito" pela Wizard Fan Awards.

- Em 2009, McDuffie ganhou o Inkpot Award Internacional da Comic Con.

## Trabalhos para a TV
- Justice League: Doom (2012)
- All-Star Superman (2011)
- Justice League: Crisis on Two Earths (2010)
- Ben 10: Alien Force (2008–2010)
- Ben 10: Ultimate Alien (2010–2011)
- Liga da Justiça (2002–2006)
- Static Shock (2000–2004)
- Jovens Titãs (2004)
- O que há de novo, Scoby-Doo? (2002)